# Vive Sogn
56°42′20″N 10°2′1″Ø / 56.70556°N 10.03361°Ø
Vive Sogn var et sogn i Hadsund Provsti (Aalborg Stift). 1. januar 2016 indgik sognet i Vive-Hadsund Sogn.
I 1800-tallet var Rostrup Sogn anneks til Vive Sogn. Begge sogne hørte til Hindsted Herred i Ålborg Amt. Trods annekteringen var de to selvstændige sognekommuner. Vive indgik i 1937 i den første Hadsund Kommune (1937-1970), der ved kommunalreformen i 1970 blev udvidet og ved strukturreformen i 2007 indgik i Mariagerfjord Kommune.
I Vive Sogn ligger Vive Kirke.
I sognet findes følgende autoriserede stednavne:
- Farsdal (bebyggelse)
- Femhøj (areal)
- Grevelund (bebyggelse, ejerlav)
- Grevelund Hede (bebyggelse)
- Halkær (bebyggelse)
- Marienhøj Plantage (areal)
- Røde Huse (bebyggelse)
- Skallehøj (bebyggelse)
- Stevn (bebyggelse, ejerlav)
- Stevn Mark (bebyggelse)
- Svalhøj (bebyggelse)
- Vive (bebyggelse, ejerlav)
- Vive Hede (bebyggelse)
- Vive Mark (bebyggelse)
- Østergårde (bebyggelse, ejerlav)
- Ålborgdal (bebyggelse)